# رپلا
رپلا (به استونیایی: Rapla) یکی از شهرک‌های کشور استونی است.
این شهرک در سال ۲۰۱۱ میلادی ۵٬۲۰۲ نفر جمعیت داشته است.

## نگارخانه

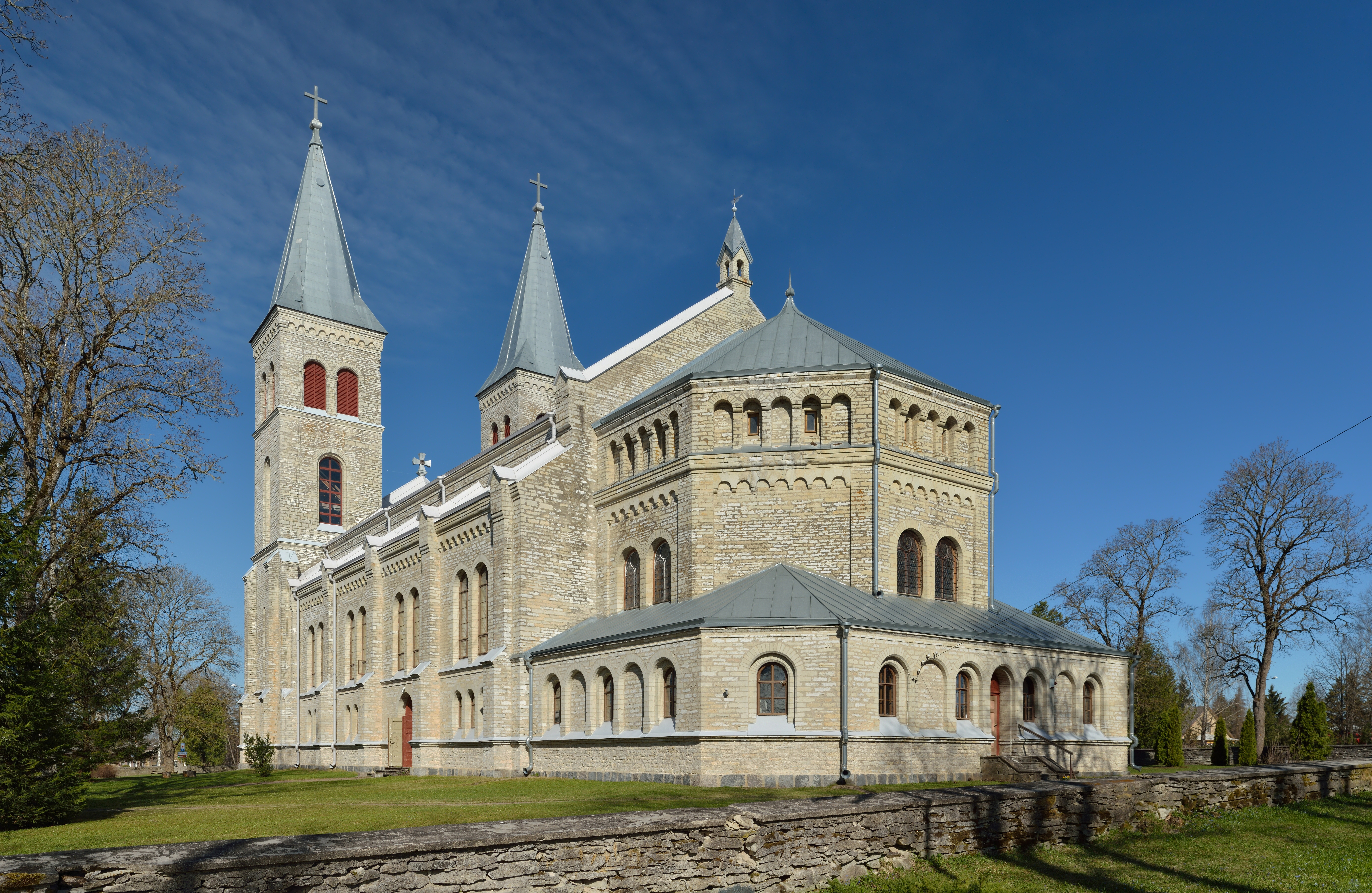
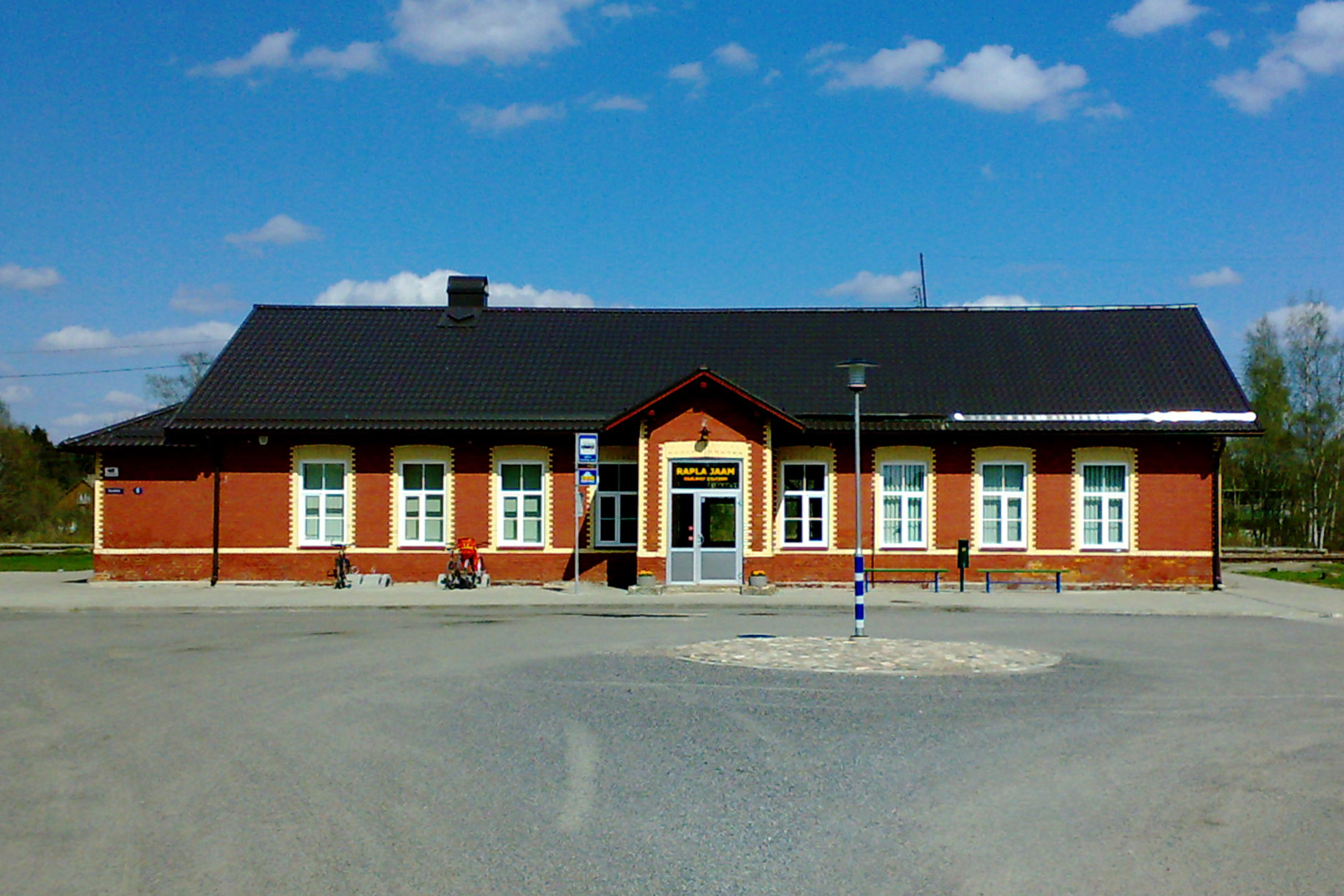
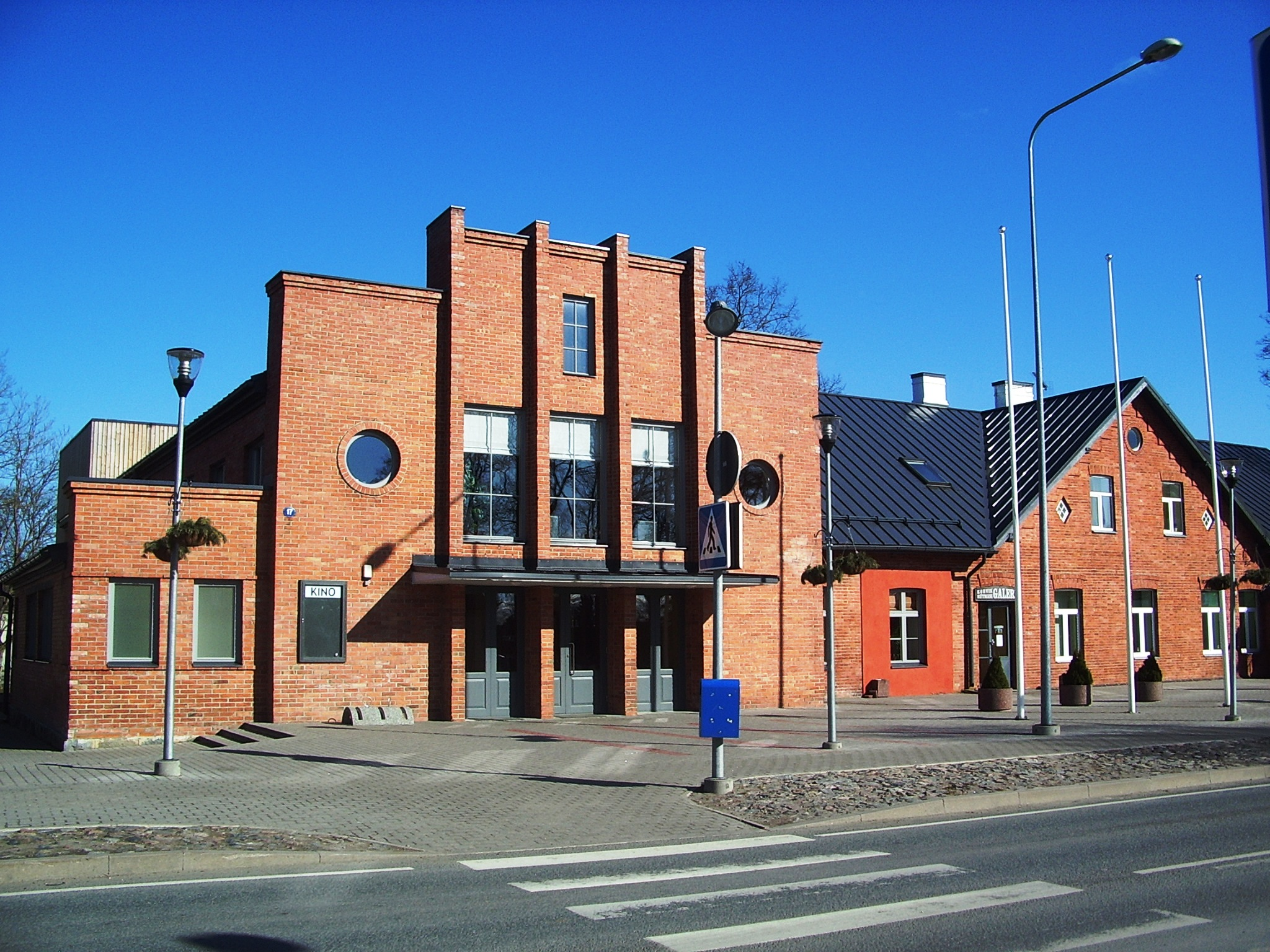
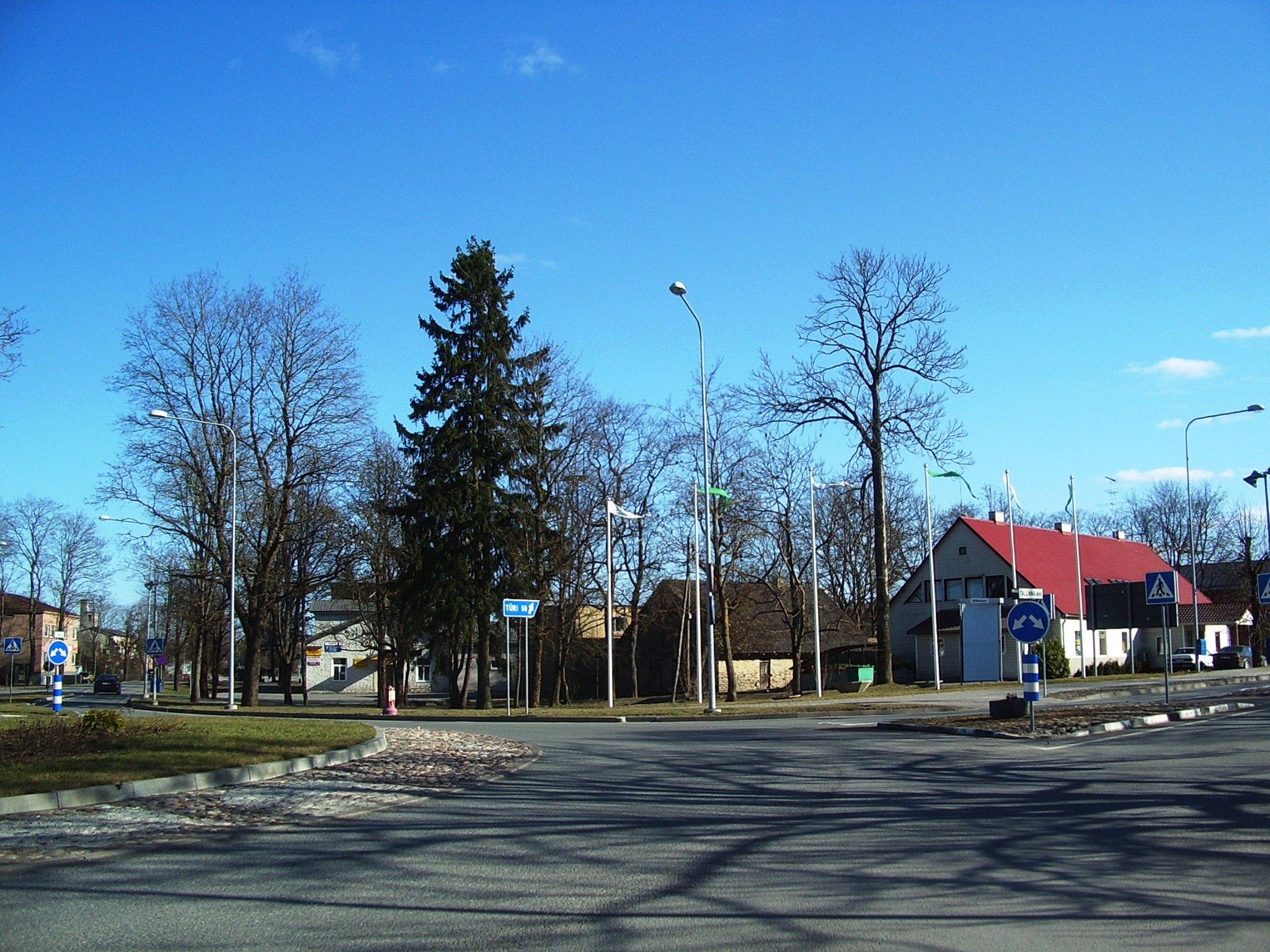